# Christian Beijer (orgelbyggare)
Christian Beijer, född 1640-talet, död 1714 i Jakobstad, Österbotten, var en svensk orgelbyggare i Skövde.
Beijer var verksam i mellersta Sverige på 1670-talet. Hans far var organisten och orgelbyggaren i Skövde Göran Beijer. Han samarbetade med brodern Johan Christopher Beijer mellan 1690 och 1725 i Norrland och Österbotten. Han var 1680–1681 verksam som organist i Källby församling och från åtminstone 1681 i Husaby församling. Beijer var även rådman i Jakobstad mellan 1686 och 1700. Från 1685 till 1712 var han organist i Jakobstad och Pedersöre.

## Familj
Beijer gifte sig 27 november 1684 i Korsholms församling med Brita Munck och före 1713 med Margareta Helsing. Han sköts till döds av ryssarna 1714.
- Barn:
  - Maria Beijer.

## Lista över orglar
| År   | Ursprunglig kyrka         | Stift      | Bild | Manualer | Pedal        | Stämmor | Bevarad orgel/fasad | Övrigt |
| ---- | ------------------------- | ---------- | ---- | -------- | ------------ | ------- | ------------------- | --- |
| 1668 | en kyrka i Vasa           |            |      |          |              |         |                     | |
| 1670 | Torpa kyrka, Södermanland | Västerås   |      |          |              | 6       | Nej/Nej             | En ny orgel byggdes 1735 av Jonas Gren och Petter Stråhle, Stockholm. |
| 1678 | Ödeshögs kyrka            | Linköpings |      |          |              | 5       |                     | |
| 1684 | Vaasa (Mustasaari)        |            |      |          |              |         |                     | |
|      | Bollnäs kyrka             | Uppsala    |      |          |              |         |                     | |
| 1685 | Pedersöre kyrka           | Borgå      |      |          |              | 8       | Nej/Nej             | Byggdes tillsammans med brodern Johan Christopher Beijer. Orgeln förstördes 1714 vid ett anfall. |
| 1689 | Brahestads kyrka          |            |      |          |              | 8       | Nej/Nej             | Byggdes tillsammans med brodern Johan Christopher Beijer. Orgeln förstördes 1714. År 1773 fanns endast lämningar kvar av orgeln. |
| 1696 | Gamlakarleby stadskyrka   |            |      | 2        | Självständig | 21      |                     | Byggdes tillsammans med brodern Johan Christopher Beijer. Orgeln förstördes 1714 av ryska trupper. Orgeln förnyades av Eric Garman och hade åter 21 stämmor. Orgeln hade även två cymbelstjärnor, åtta små klockor och åtta bälgar. Den reparerades 1748 av Olof Hedlund, Stockholm då kvintadena gjordes om till en basun. |
|      | Uleå kyrka                |            |      |          |              |         |                     | |